# آرژانتین در المپیک تابستانی ۱۹۷۲
آرژانتین در بازی‌های المپیک تابستانی ۱۹۷۲ که در شهر مونیخ برگزار شد، کاروان آرژانتین با ۹۲ ورزشکار در این رقابت‌ها شرکت کرد و موفق به کسب ۱ مدال (۰ طلا، ۱ نقره، ۰ برنز) شد. در جدول رتبه‌بندی توزیع مدال‌ها، آرژانتین در ردهٔ ۳۳ مسابقات قرار گرفت.